# Аргасові кліщі
Арга́сові кліщі́, аргазидові кліщі (Argasidae) — родина паразитичних кліщів, включає 2 роди. Аргасові кліщі, або аргазиди, відносять до родини Argasidae, є ектопаразитами та переносниками збудників інвазійних та інфекційних захворювань тварин. Значних збитків на півдні України завдає один представник цієї родини — перський кліщ Argaspersicus. 
Розміри від 3 до 30 мм, форма тіла овальна або яйцеподібна, покриви зморшкуваті або бугорчасті. 
Щиток відсутній. 
Морфологія .Імаго яйцеподібної форми, жовто-сірого кольору, завдовжки 10—13 мм. Тіло сплющене, по його краю розміщений рант з прямокутних пластинок. Хоботок у дорослих кліщів і німф розміщений на вентральної поверхні, а в личинок — виступає в передній частині тіла. Статевий диморфізм виражений слабо. Статевий отвір розміщений на рівні першої пари кінцівок, а анус- ззаду четвертої пари .
Біологія розвитку.Перський кліщ локалізується у птиці в ділянці голови, шиї, кінцівок та під крилами. Після насмоктання крові самки ховаються в щілини приміщень, нори гризунів і тут відкладають декілька десятків яєць. За декілька разів самка відкладає до 1800 яєць. Через місяць вилуплюються личинки, які нападають на птицю, смокчуть 1—6 діб кров, відпадають у навколишнє середовище, де після кількох линьок послідовно перетворюються в німф та імаго. Розвиток кліщів триває 4—12 міс. Живе перський кліщ 15—25 років, а спроможний голодувати - 5—15 років.
Епізоотологія.Джерело інвазії — кури, гуси, інші види птиці, в тому числі і дикі, рідко — сільськогосподарські тварини та людина. 
Патогенез. Кліщі знекровлюють птицю, турбують її, особливо вночі, це призводить до виснаження, зниження продуктивності. Слина, яку вводять кліщі при укусах, спричиняє загальний токсичний вплив. 
Симптоми. Укуси кліщів спричиняють курям біль, вони часто вночі, прокинувшись, падають з сідел. При високій інтенсивності інвазії (100 кліщів і більше) хвороба має гострий перебіг з явищами анемії, виснаження, паралічів кінцівок. Хворіє птиця 1— 14 діб, іноді настає загибель.
Боротьба з кліщами. Під час санітарних перерв обробляють при-міщення для утримання птиці 0,5%-ними водними емульсіями диброму, 1%-ними водними емульсіями неоцидолу, ціодрину, а також перметрином, стомазаном, ек-томіном. Норми витрати акарицидів — 100—200 мл/м2 оброблюваної поверхні. Препарати застосовують дворазово з інтервалом 12—15 днів. Значно зменшують-ся витрати препаратів при використанні аерозольних установок різних систем. 
Хороший ефект отриманий від періодичного обпилювання сідел та гніздових ящи-ків 7,5%-ним дустом севіну (6г на м2 поверхні). Можна додавати цей дуст у пісочні ванни у співвідношенні 1:3. 
Проти личинок кліщів слід обробляти пір'я курей дустом севіну з розрахунку 5—15 г на курку. 
Періодична побілка приміщень для утримання птиці з додаванням у розчин крейди, дусту севіну, також несприятливо впливає на життєздатність кліщів-паразитів.
Розміщувати птицю в приміщеннях можна тільки через 5—10 днів після проведення дезакаризації і капітального ремонту пташника.
Нападають вночі, вдень переховуються в норах гризунів, гніздах птахів, щілинах підлоги, стінок та ін. 
Багато видів А. к. є перенощиками збудників ряду захворювань. Так, перський кліщ (Argas persicus) переносить збудників спірохетозу курей; види р. орнітодорус (Ornythodorus) — збудників кліщового поворот. тифу. Поширені А. к. в країнах з теплим кліматом; в СНД зустрічаються на півдні України, на Кавказі, в Казахстані, Серед. Азії.